# Liste der Naturdenkmale in Stützengrün
Die Liste der Naturdenkmale in Stützengrün nennt die Naturdenkmale in Stützengrün im sächsischen Erzgebirgskreis.

## Definition
„Naturdenkmäler sind rechtsverbindlich festgesetzte Einzelschöpfungen der Natur oder entsprechende Flächen bis zu fünf Hektar, deren besonderer Schutz erforderlich ist
1. aus wissenschaftlichen, naturgeschichtlichen oder landeskundlichen Gründen oder
2. wegen ihrer Seltenheit, Eigenart oder Schönheit.“

„§ 18 – Naturdenkmäler – (zu § 28 BNatSchG)
(1) Die Erklärung nach § 22 Abs. 1 BNatSchG von Teilen von Natur und Landschaft als Naturdenkmal erfolgt durch Rechtsverordnung oder Einzelanordnung.
(2) Über § 28 Abs. 1 BNatSchG hinaus können Naturdenkmäler zur Sicherung von Lebensgemeinschaften oder Lebensstätten von im Bestand gefährdeten oder streng geschützten Arten festgesetzt werden.“

## Liste
Link zu einem Kartenansichtstool, um Koordinaten zu setzen.
| Bild | Bezeichnung                          | Lage                                           | Beschreibung         | Datum                                                       | Nummer     |
| ---- | ------------------------------------ | ---------------------------------------------- | -------------------- | ----------------------------------------------------------- | ---------- |
| BW   | Lieboldwiese                         | Stützengrün (50° 33′ 24,2″ N, 12° 33′ 25,7″ O) | Fläche: ca. 36759 m² | Verordnung des Landkreises Aue-Schwarzenberg vom 16.07.1998 | 364.23-245 |
| BW   | Mauslochstollen-GFQ 4 in Stützengrün | Stützengrün (50° 31′ 41,3″ N, 12° 33′ 34,8″ O) | Fläche: ca. 487 m²   | Beschluss des Rates des Kreises Aue Nr. 35 vom 03.05.1990   | 64.23-246  |